# Ridderstjerne
Ridderstjerne (Hippeastrum) (tidligere ofte fejlagtigt kaldt Amaryllis) er en slægt med 80 arter (og mere end 600 hybrider), der er udbredt i de subtropiske og tropiske dele af Nord- og Sydamerika fra Argentina til Mexico og Caribien. Det er flerårige løgplanter med båndformede, helrandede blade. Planterne er vinterblomstrende. Blomsterne sidder endestillet på kraftige stængler, ofte 3-4 sammen. Frugterne er kapsler med få frø.
| Beskrevne Arter |

- Kroneridderstjerne (Hippeastrum aulicum)
- Fire verdenshjørner (Hippeastrum x hortorum)
- Leopolds ridderstjerne (Hippeastrum leopoldii)
- Hvidstribet ridderstjerne (Hippeastrum vittatum)

| Andre Arter |

| - Hippeastrum advenum - Hippeastrum ambiguum - Hippeastrum argentinum - Hippeastrum bicolor - Hippeastrum bifidum - Hippeastrum blumenavia - Hippeastrum calyptratum - Hippeastrum canterae - Hippeastrum chilense - Hippeastrum chionedyanthum - Hippeastrum decoratum - Hippeastrum elegans - Hippeastrum evansiae | - Hippeastrum miniatum - Hippeastrum nelsonii - Hippeastrum organense - Hippeastrum pardinum - Hippeastrum phycelloides - Hippeastrum pratense - Hippeastrum procerum - Hippeastrum psittacinum - Hippeastrum puniceum - Hippeastrum reginae - Hippeastrum reticulatum - Hippeastrum rutilum - Hippeastrum striatum |